# 世界昆虫博・十和田湖
世界昆虫博・十和田湖（せかいこんちゅうはく・とわだこ）は、1996年（平成8年）に青森県十和田湖町（現十和田市）で開催された地方博覧会。

## 概要
十和田湖国立公園指定60周年の記念特別展として企画、開催された。
- テーマ - 「水、環境－そして生物」
- 会場 - 青森県十和田湖町（現十和田市）休屋 特設会場
- 開催期間 - 1996年（平成8年）7月19日から11月4日
- 開催時間 - 午前9時から午後5時
- 入場料金 - 大人：1,200円 小人：600円
- 主催 - 青森県十和田湖町・秋田県小坂町
- 協力 - 安曇野蝶類研究所
- 協賛 - 十和田国立公園60周年記念世界昆虫博十和田湖実行委員会
- 後援 - 文部省（当時）・十和田湖町教育委員会・小坂町教育委員会・十和田湖国立公園協会・十和田湖町観光協会・東奥日報社・デーリー東北新聞社、秋田魁新報社・RAB青森放送・ATV青森テレビ・ABA青森朝日放送・ABS秋田放送・エフエム青森・JR東日本盛岡支社・JAS青森支店・ANA全日空

## パビリオン
パビリオンは蝶の館と白いテント張りの展示館2棟の3つからなり、それぞれ順に渡り廊下でつながっている。発券所は蝶の館の入り口に三角コーナーのような形である。
蝶の館
細かい網をはりめぐらせた四角いパビリオンで、生きた色とりどりの約2,000匹の蝶を、鉢植えの花と一緒に放し飼いにしてある。中央には蝶のサナギのコーナーがある。
第一展示館
蝶の館の次にある、白いテント張りのパビリオン。安曇野蝶類研究所の塚田悦造の世界蝶類コレクションの標本を展示。蛾の展示コーナーもある。
第二展示館
同じく白いテント張りのパビリオン。まずアマゾン地方に棲息する銀青色のモルフォ蝶を数多く一面の壁にしてみた「モルフォ蝶の壁」がある。さらに奥に進むと、セミ、トンボ、カマキリ、カメムシ、毒グモ、サソリ、ハチ、ハエ、オオコガネ、オオカブト、クワガタムシ、タマムシ、カミキリ、ゴキブリなどの標本展示がある。
第一、第二展示館に展示されていた昆虫は約7,000種類、3万点もの数があった。各所にショーケース（ウインドウジオラマ）があり、昆虫の擬態などが観察でき、生きたサソリの展示もあった。

## 参考資料
- 世界昆虫博・十和田湖パンフレット各種
- 月刊「旅行読売」の記事より